# Enrique XXVI de Reuss-Lobenstein-Selbitz
Enrique XXVI de Reuss-Lobenstein-Selbitz (en alemán: Heinrich XXVI Graf Reuss zu Lobenstein-Selbitz; 16 de diciembre de 1681, Bad Lobenstein, Turingia-21 de junio de 1730, Selbitz, Alta Franconia, Baviera) fue un príncipe miembro de la "línea joven" de la Casa de Reuss. Fue conde de Reuss-Lobenstein-Selbitz, una secundogenitura de la rama Lobenstein de la línea menor de Reuss.

## Vida
Era el quinto hijo (de 14 hijos) del conde Enrique III de Reuss-Lobenstein (1648-1710) y de su esposa María Cristiana de Leiningen-Westerburg (1650-1714/1740). 
Tras la muerte de su padre, el 24 de mayo de 1710, su hermano mayor Enrique XV heredó Reuss-Lobenstein. Enrique XXVI, tras su matrimonio con Juliana Rebecca de Tattenbach, heredaría el castillo de Selbitz como un paréage (herencia no territorial), creandose así la línea de Reuss-Lobenstein-Selbitz.
Enrique XXVI murió el 21 de junio de 1730 a la edad de 48 años en Selbitz y fue enterrado allí. Fue sucedido por su hijo Enrique XXV de Reuss-Lobenstein-Selbitz.

## Matrimonio e hijos
Enrique XXVI de Reuss-Lobenstein-Selbitz se casó el 31 de marzo de 1715 en Selbitz con la condesa Juliana Rebeca von Tattenbach (31 de agosto de 1692, Selbitz; 10 de septiembre de 1739, Hof, enterrada en Selbitz). Tuvieron 12 hijos:
- Enrique XI Reuss-Plauen-Selbitz (31 de diciembre de 1715 - 22 de agosto de 1745)
- Enrique XV de Reuss (19 de octubre de 1717 - 5 de mayo de 1738)
- Enriqueta Juliana Reuss (21 de febrero de 1719 - 21 de diciembre de 1778)
- Enrique XIX de Reuss-Selbitz (16 de octubre de 1720 - 30 de diciembre de 1783)
- Enrique XXI de Reuss-Selbitz (12 de octubre de 1721 - 14 de noviembre de 1807)
- Christiana Maria Eleonora Reuss (17 de octubre de 1722 - 25 de octubre de 1764), casada el 21 de febrero de 1757 en Isigau con Christoph Heinrich von Reitzenstein, mariscal de Bayreuth (9 de marzo de 1693 - 11 de septiembre de 1764)
- Enrique XXV de Reuss-Lobenstein-Selbitz (14 de marzo de 1724, Selbitz - 30 de marzo de 1801, Lobenstein o en el palacio de Herrnhut ), casado el 20 de junio de 1765 en Herrnhut con Maria Isabel de Reuss-Ebersdorf (9 de julio de 1740, Ebersdorf - 4 de abril de 1784, Herrnhut), hija del conde Enrique XXIX de Reuss-Ebersdorf (1699-1747) y de la condesa Sofía Teodora von Kastel-Remlingen (1703-1777)
- Enrique XXVII de Reuss (19 de noviembre de 1725 - 12 de enero de 1748)
- Enrique XXIX de Reuss (2 de diciembre de 1726 - 17 de marzo de 1791)
- Wilhelmina Dorothea Rebecca Reuss (12 de marzo de 1728 - 9 de enero de 1797)
- Sofía Leonor Reuss (5 de abril de 1729 - 12 de julio de 1758)
- Friederike Elisabeth Reuss (26 de abril de 1730 - 14 de marzo de 1789)